# Bedevaartskerk Maria Straßengel

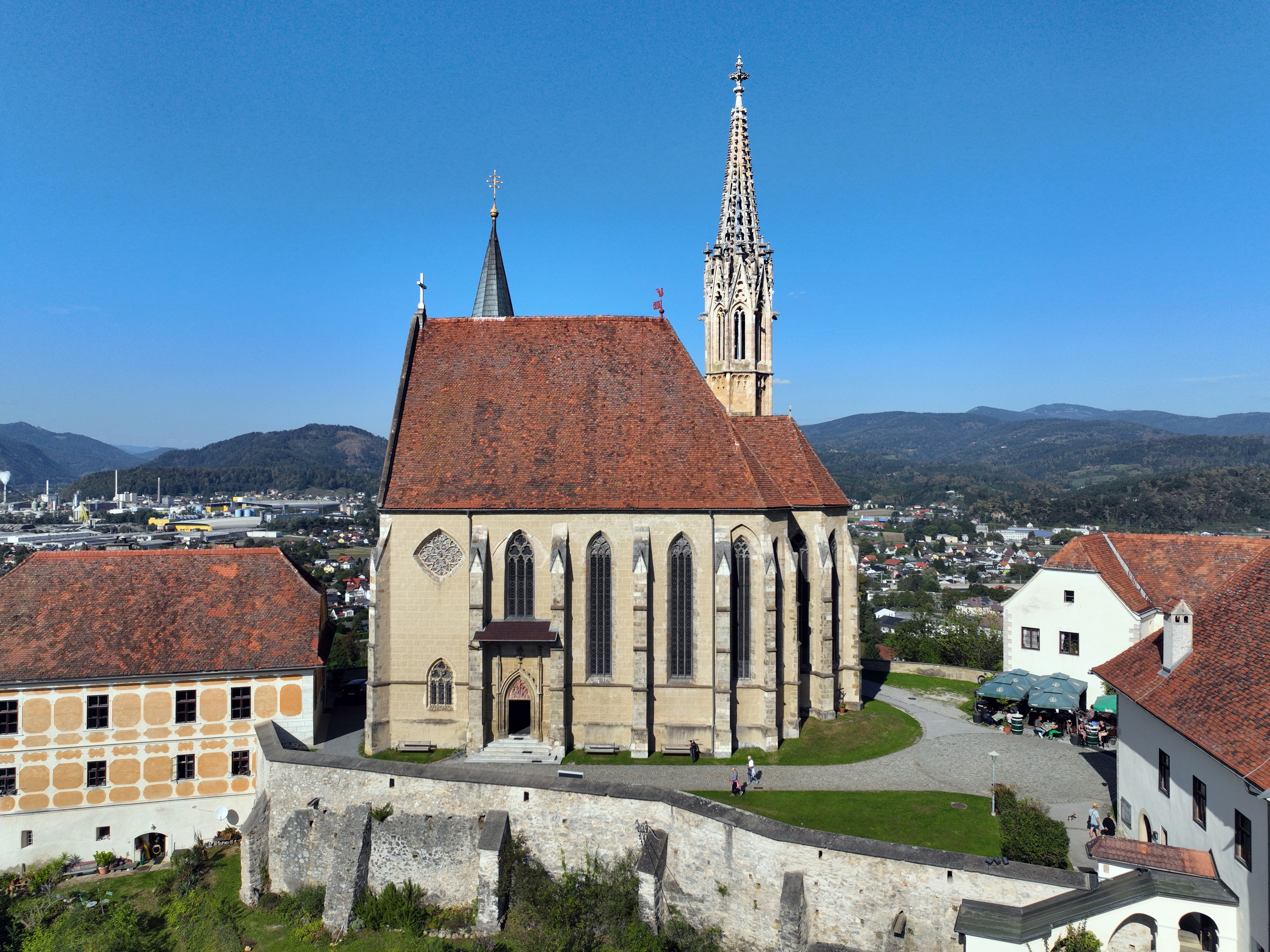
Zuidaanzicht van de kerk

De Bedevaartskerk van Maria Straßengel (Duits: Wallfahrtskirche Maria Straßengel) is een katholieke parochie- en bedevaartskerk in Judendorf-Straßengel in de Oostenrijkse deelstaat Stiermarken. De kerk behoort tot de hoogtepunten van de Oostenrijkse hooggotiek. De oorsprong van de bedevaart gaat terug tot in het midden van de 12e eeuw.

## Locatie
De kerk ligt op een bergkegel boven Judendorf-Straßengel.

## Geschiedenis

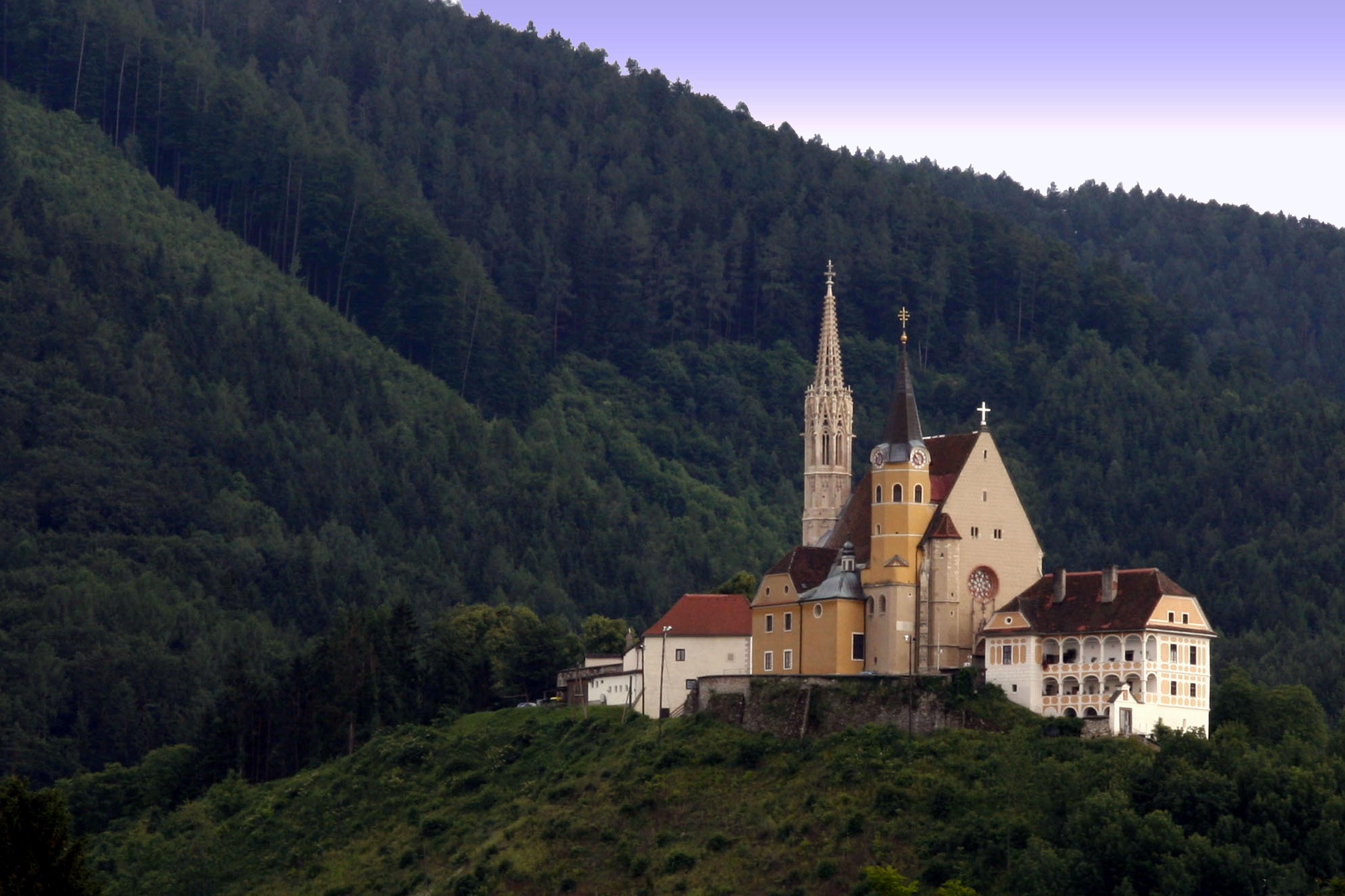
Het schilderachtig op een bergkegel gelegen kerkcomplex

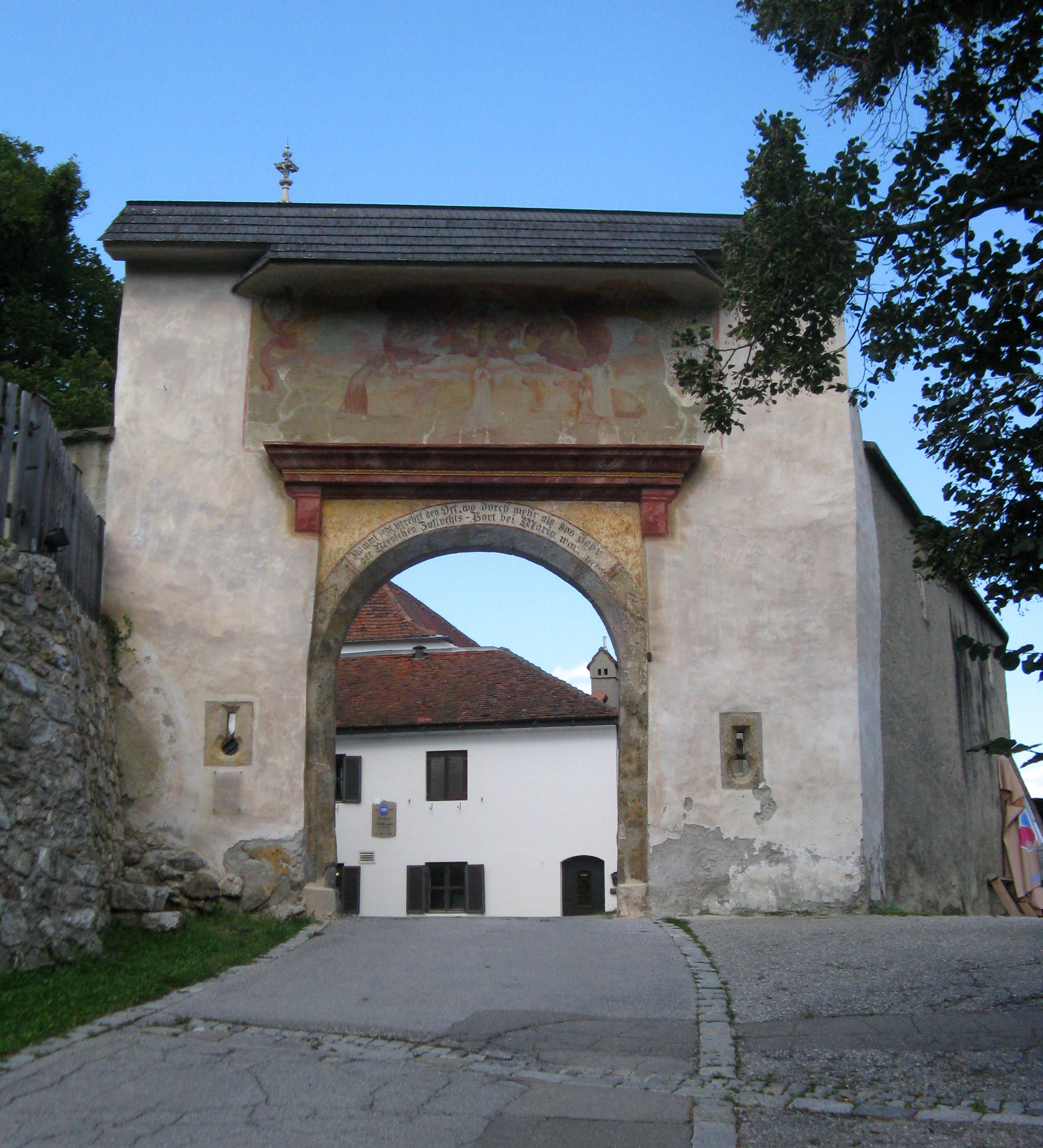
De poort van de weerkerk

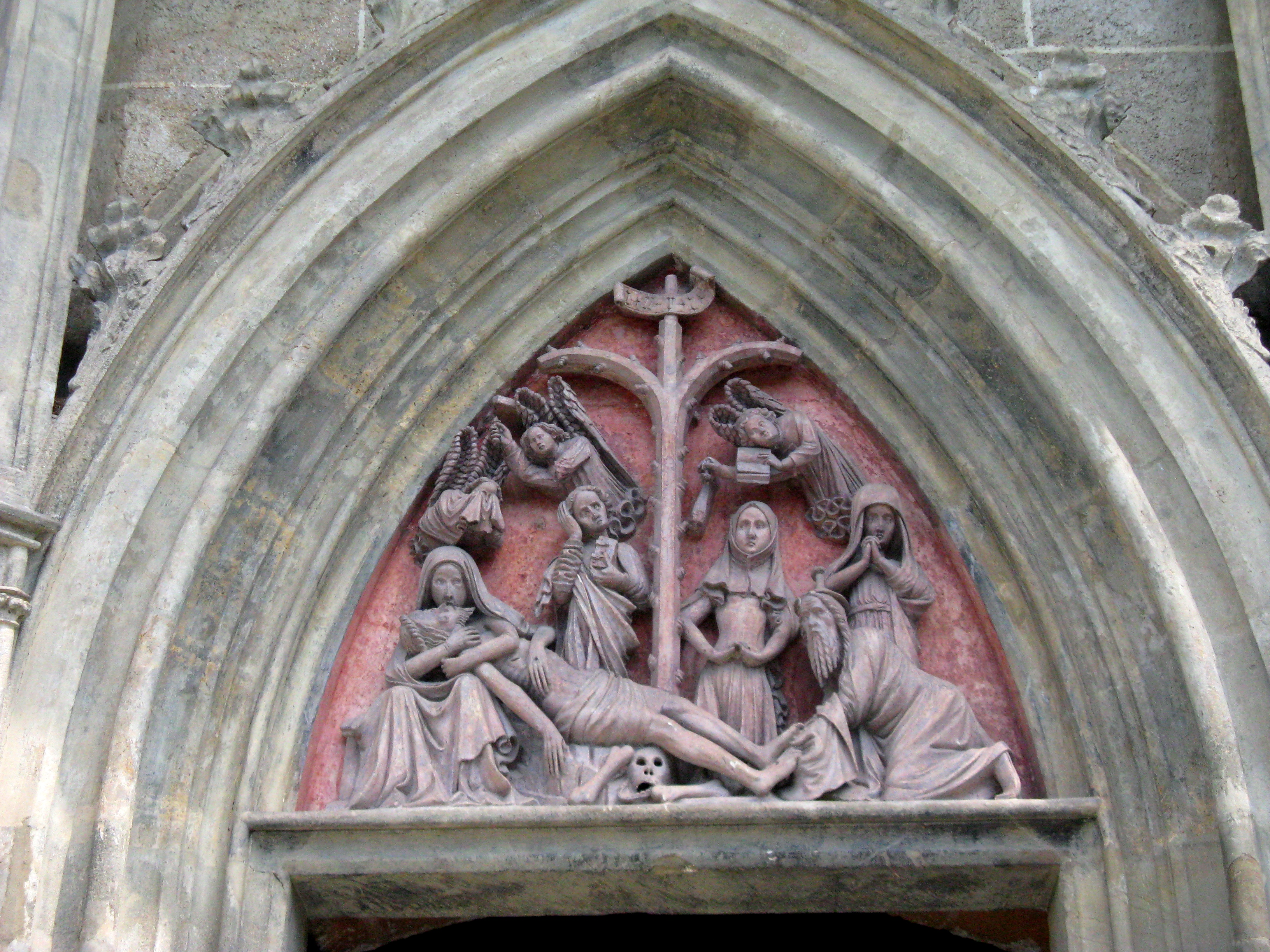
Timpaan zuidelijk portaal met de bewening van Christus

Rond 1157 werd op de plaats van de huidige kerk een houten kapel gebouwd. Hierin werd een door markgraaf Ottokar III geschonken beeld van de Maagd Maria vereerd. Dit beeld is in de loop van de geschiedenis verloren gegaan. De kapel werd in de 13e eeuw door een groter bouwwerk vervangen.
De eerste steen voor de huidige bedevaartskerk werd op 8 december 1347 door abt Hertwig von Emerberg van het stift Rein gelegd. Op 8 september 1355 werd de nog niet voltooide kerk door bisschop Ulrich von Weißeneck van het bisdom Seckau gewijd. De voltooiing van de kerktoren volgde in 1366. In 1455 vond er een nieuwe uitbreiding plaats en werden aan de noordelijke zijde van het kerkschip de klokkentoren en een twee verdiepingen tellende aanbouw met de sacristie en een kapel toegevoegd.
Ter verdediging tegen de Turken liet keizer Frederik III in 1480 een muur rond de kerk bouwen.
In de barokke periode werd op het noorden de Annakapel en een nieuws sacristie gebouwd.
Tijdens de kerkhervormingen van keizer Jozef II werd de kerk als gevolg van de nieuwe parochieregel een kerk met slechts een kapelaan. Na korte tijd werd de kerk echter gesloten en aan de eredienst onttrokken. Afbraak van de kerk dreigde, maar een aan de keizer gerichte petitie wist te bewerkstelligen dat het inmiddels genomen sloopbesluit niet werd uitgevoerd. De kerk werd opnieuw gewijd en was tot 1972 een filiaalkerk van de parochie Gratwein. Sinds 1 juli 1984 vormt de kerk met Gratwein een parochieverband.

## Genadebeeld en wortelkruis
In het hoogaltaar van de kerk bevindt zich het genadebeeld  Maria im Ährenkleid. Dit type afbeelding van de Heilige Maagd verbeeldt Maria als een jonge vrouw in een met gouden aren versierd blauw gewaad. Het originele schilderij werd rond 1430-1440 vervaardigd en in 1976 gestolen. Sindsdien geldt het als verdwenen. De huidige replica werd in 1978 door een plaatselijke kunstenares vervaardigd.
Het meest vereerde object in de kerk is het wortelkruis. Herders vonden het zeer oude wortelkruis in 1255 aan een wortel van een dennenboom. Het betreft een klein, eenvoudig kruis van natuurlijk hout dat de gekruisigde Christus in alle details uitbeeldt. Plantenfysiologisch onderzoek leverde de vaststelling op dat er geen mensenhanden aan te pas wordt het wortelkruis in de pastorie bewaard. Dit wortelkruis werd eveneens in 1976 gestolen, maar na een anonieme telefonische tip even later teruggevonden. Sinds de diefstal wordt het wortelkruis, dat in een staand kruis van zilver is gevat, in een glazen kast in de pastorie bewaard.

## Architectuur
De drieschepige hallenkerk werd in gotische stijl gebouwd. Opmerkelijk is de asymmetrische plaatsing van de beide verschillende kerktorens, die aan dezelfde kant van het kerkschip verrijzen. De kleinere heeft een met leien gedekte helm en de tweede betreft de hooggotische, achthoekige kerktoren van 1455 met een doorgebroken en met hogels en kruisbloemen versierde stenen spits. De met rijke symboliek versierde kerktoren heeft een achthoekige plattegrond en is circa 48 meter hoog. In het noordelijke deel bevindt zich een twee verdiepingen tellende aanbouw met de sacristie en een kapel. Verder bevinden zich aan de noordelijke kant de Annakapel en nog een sacristie, die in de barokke tijd werden opgericht.
Het kerkgebouw wordt door een muur omgeven, die rond 1480 ter verdediging van het gebouw werd aangelegd. De reliëfs in de timpanen van het zuidelijke en westelijke portaal stammen uit de 14e eeuw. Het reliëf van het westelijke portaal toont de verkondiging aan Maria, het zuidelijke portaal de bewening van Christus. Een deel van de ramen dateert nog uit de bouwtijd van de kerk.
Het interieur wordt overspannen met kruisribgewelven.